# Феодосий Ворадиот
Феодосий Ворадиот (греч. Θεοδόσιος Βορραδιώτης ум. 1183) - патриарх Константинопольский, занимавший пост на протяжении четырёх лет (1179-1183).
Предшественником патриарха Феодосий Ворадиот был патриарх Харитон Евгениот, а его преемником был патриарх Василий II (Филакопул).

## Биография
Феодосий Ворадиот — армянин-халкидонит являвшийся константинопольским патриархом с 1179 по 1183 года. До интронизации был монахом обители апостола Фомы близ города Халкидон. 
Феодосий пользовался большим уважением за свои высокие нравственные принципы, был благочестивым пастором и почитал церковные наставления. Во время правления императора Алексея II, малолетнего сына покойного императора Мануила I, Феодосий Ворадиот, оболганный, был отправлен в ссылку и заточен в Пантепонтов монастырь властным протосевастом Алексеем. 
Однако под давлением влиятельных сторонников патриарха и общественного мнения Феодосий был вскоре возвращен в столицу. Позже, когда по политическим причинам протосеваст Алексей был заточён, патриарх навещал его. В период правления императора Андроника I патриарх получил предписание совершить брачный союз между лицами, находящимися в близком родстве, однако Феодосий отказался исполнить это повеление. 
Феодосий предпочел расстаться с патриаршим престолом и удалился в монастырь на Принцевы острова.